# 病客車
病客車（びょうきゃくしゃ）とは、傷病患者輸送用の鉄道客車である。日本では日中戦争勃発により大量増備され、傷病兵輸送用に運用されるようになった。

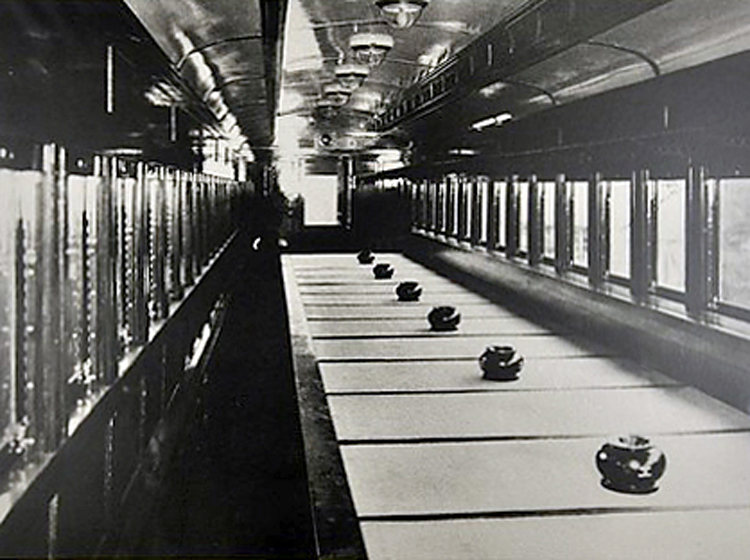
（スヘ）32552形の車内
後のスヘ30 12

## 歴史
傷病兵を運ぶには、馬やラバが利用されていたが、1850年代のクリミア戦争で兵站としてグランドクリミア中央鉄道が建設され、歴史上初の病客車が運用された。
明治時代は病人を輸送するための専用車はなく、上等車の一部貸切や手荷物車利用で対応していた。
日露戦争の時に傷病兵輸送のため官設鉄道では3等ボギー客車6両を改造し、日本鉄道ではボギー式二・三等合造客車2両を二等車に改造した記録がある
大正時代になり病人を担架のまま乗車できるよう客車を改造した専用車が登場した。ハンセン病患者を療養所へ搬送する際にも使用され、客車は着駅まで直通使用されたのち、消毒することがきめられていた。また遺骸輸送用にも使用されていた。日中戦争が勃発すると傷病兵輸送用に大量増備され、主に日本各地の軍港、軍病院周辺から発車する列車に併結もしくは専用編成が組まれ運用された。日本の傷病兵の輸送は太平洋戦争（大東亜戦争）の終結と、引揚者の輸送が一段落した時点で終了したが、朝鮮戦争が開始されるとともにGHQ側の要求により運用が再開。負傷した国連軍兵士を各地方の病院へ向け輸送したという。朝鮮戦争が終結した後には、客車の絶対数が不足していた背景もあり、一般の座席車に復旧した車両も存在する。

## 用途記号
用途記号には「ヘ」が当てられ、これは疾病(しっぺい)の“へ”からの由来、「病客車」の“病”(“ビョウ”、旧仮名遣い“ビャウ”だが、「ヒ」とすると控車の用途記号と重なることもあり、慣用の“ベウ”あるいは別の音読みである“ヘイ”)からの由来、「兵隊」の“ヘ”からの由来、「ヘルプ」の“ヘ”からの由来とする説などがある。一等病客車の記号は「イヘ」、二等病客車の記号は「ロヘ」で、三等病客車は単に「ヘ」と称する。精神病患者の保護室を設けた車両は「セ」を記号末尾の左上に小さく表示することとされた。この「ヘ」の名称は1961年1月に廃された。

## 車両
皇室用客車（霊柩車）から転用した一等病客車（兵士は三等病客車を利用）や精神を患った軍人のための保護室（要するに監禁用スペース）を設けた車両が存在するなど、利用する軍人の階級や症状に応じて利用形態が規定されていた。また、担架を使用する関係上、車体に幅広の扉が設けられているものも多い。外部は誤乗車防止のために赤十字のマークが描かれ施錠が行われていた。三等病客車の内部は座席を撤去し畳敷きスペースが造られていた（朝鮮戦争時にGHQが利用した際にはベッドが持ち込まれた）。一等・二等病客車の内部は中央に病室を配置し、その部分に幅広の扉を設置し、その両側にロングシートの客室を備えている。
終戦時は約60両在籍していたがその後木製車は合造車や事業車に改造されのこりは廃車となった。また鋼製車は進駐軍に接収され、のちに返還された車両は三等車や事業車に改造された。

### 二軸車
最初に二等病客車が登場したのは1914年（大正3年）4月中にロ563を改造したヘ47である。この車両は試作的要素が強かった。病客車の標準形とされる病室の中央に寝台が据え付けられた車両が登場したのは、大正4年11月中にロ564を改造したヘ48であった。
- ヘ45.46 → ハヘ990, 991
- ヘ47 - 49 → ロヘ960, 965, 970
- ロヘ975
- ハヘ985

### 木製ボギー車
- ホロヘ6500形（6500, 6501） - 1897年製の鉄道作業局時代の客車（ホイロ5170形）を1918年（大正7年）前半期に改造。最初は一等病客二等車であり車体中央に病室を配置しそれを挟むように一等（付添人）と二等（随行員）の客室が配置されていた。大正8年度に二等病客車に改造。ホイロヘ6080形→ホロヘ6080形→ホロヘ6500形と改番し、うち1両が事業車（ホル7515）に改造された[17][18]。
- ホロヘ6550形（6550, 6551） - 1907年汽車製造製の特等車。南満州鉄道で使用されたが標準軌化されたため鉄道院に編入され特別車（トク2-4）となった3両のうちの2両。1911年称号規程によるホトク5000形ホトク5001-5002に改番。大正後期に病客車に改造。側板を大型板から通常の羽目板に張替え、車体中央に病室を配置し両端に客室を配置した。1928年称号規程によりホロヘ6090形→ホロヘ6550形に改番し、ホロヘ6550は戦後は小牛田の駐留軍基地に勤務する日本人の輸送や、東北地方の列車デパートに使用されたが、用途記号上は病客車のまま1954年3月廃車された[19]。ホロヘ6551は事業車（ホヤ6719→ホル7518）に改造された[20]。なお病客車に改造されなかったホトク5000形は1928年称号規程によりコヤ6600形に改番、同時に側板を大型板から通常の羽目板に張替え、車端部をオープンデッキとするなどの改造がなされ、その後1953年称号規程によりコヤ6800形に改番された[20]。
- ホロヘ6580形（6580） - 1903年製の元日本鉄道の寝台車（イネロ5050形→ロネロ5080形→ホロネロ250形）を昭和4年度に改造し二等病客車ホロヘ6580形となった。車両不足から昭和17年ころ三等車ホハ2213に改造された。その後留萠鉄道に払下げられホハニ201になる[21]。
- ホロヘ6590形（6590, 6591） - 1909年製の元日本鉄道の寝台車を改造。ナロヘ9490形→ナロヘ9850形→ホロヘ6590形と改番した。三等車に改造したあと事業車（ホヤ6629.6628→ホエ7029.7030）に再改造された[22]。
- ナロヘ9800形（9800 - 9802） - 1909年製の元日本鉄道の食堂車（オロシ9200形）を改造。最初は病客車（診療用）であり車体中央に診察室（診察台、机）を配置し、それを挟むように薬局（調剤台、薬品棚）と控室が配置されていた。その後二等病客車に改造された。オヘ9480形→ナロヘ9800形と改番し、うち1両が事業車（ナヤ9983→ナル9950）に改造された[23]。
- ナロヘ16900形 - 皇室用客車（2代目霊柩車）を一等病客車ホイヘ6070に改造。1928年称号規程によりホイヘ16900に改番。のちに二等病客車に再改造した[24]。
- ナロヘフ21280形 - 1939年、ナロフ21200形（21200 - 21204）を改造。前位寄りは腰掛けを残し、後位寄りを畳敷きに改造した。うち1両は戦後進駐軍に接収された[25]。
- ナヘ21290形 - 1940年、ナロ20700形より改造
- ナイヘ26900形 - 皇室用客車（3代目霊柩車）を一等病客車に改造したもの。1949年、オハ60 5に鋼体化改造される。
- スヘ28400形 - 1938年、三等車より改造
- スヘ28800形 - スハフ28800形より改造[26]

### 鋼製ボギー車
- スヘ30形・スヘフ30形 - 1937年から1938年にかけて特急「櫻」の三等座席車より改造

### 車両数の推移
| 年度           | ボギー車   | ボギー車       | ボギー車   | ボギー車 | ボギー車     | 2軸車      | 2軸車      | 2軸車        | 合計 |
| 年度           | 一等病客車 | 一等病客二等車 | 二等病客車 | 病客車   | 病客車診療用 | 二等病客車 | 三等病客車 | 病客車診療用 | 合計 |
| -------------- | ---------- | -------------- | ---------- | -------- | ------------ | ---------- | ---------- | ------------ | ---- |
| 1916（大正5）  |            |                |            |          |              | 3          | 3          |              | 6    |
| 1917（大正6）  |            | 2              |            |          |              | 3          | 3          |              | 8    |
| 1918（大正7）  |            | 2              |            |          |              | 3          | 3          |              | 8    |
| 1919（大正8）  |            |                | 2          |          |              | 3          | 3          |              | 8    |
| 1920（大正9）  |            |                | 3          |          | 3            | 4          | 3          | 4            | 17   |
| 1921（大正10） |            |                | 4          |          | 3            | 4          | 3          | 4            | 18   |
| 1922（大正11） |            |                | 4          |          | 3            | 4          | 3          | 4            | 18   |
| 1923（大正12） |            |                | 4          |          | 3            | 2          | 3          | 4            | 16   |
| 1924（大正13） |            |                | 4          |          | 3            | 2          | 3          | 4            | 16   |
| 1925（大正14） | 1          |                | 4          |          | 3            | 2          | 3          | 4            | 17   |
| 1926（昭和元） | 1          |                | 4          |          | 3            | 2          | 3          |              | 13   |
| 1927（昭和2）  | 1          |                | 9          |          |              | 2          | 3          |              | 15   |
| 1928（昭和3）  | 1          |                | 9          |          |              | 2          | 3          |              | 15   |
| 1929（昭和4）  | 1          |                | 10         |          |              | 2          | 3          |              | 16   |
| 1930（昭和5）  | 1          |                | 10         |          |              | 2          | 3          |              | 16   |
| 1931（昭和6）  | 1          |                | 10         |          |              | 1          | 2          |              | 14   |
| 1932（昭和7）  | 1          |                | 10         |          |              | 1          |            |              | 12   |
| 1933（昭和8）  | 1          |                | 10         |          |              | 1          |            |              | 12   |
| 1934（昭和9）  | 1          |                | 11         |          |              | 1          |            |              | 13   |
| 1935（昭和10） | 1          |                | 10         |          |              | 1          |            |              | 12   |
| 1936（昭和11） | 1          |                | 9          |          |              | 1          |            |              | 11   |
| 1937（昭和12） | 1          |                | 9          | 45       |              | 1          |            |              | 56   |
| 1938（昭和13） | 1          |                | 14         | 47       |              |            |            |              | 62   |
| 1939（昭和14） | 1          |                | 14         | 47       |              |            |            |              | 62   |
| 1940（昭和15） | 1          |                | 14         | 47       |              |            |            |              | 62   |
| 1941（昭和16） | 1          |                | 14         | 48       |              |            |            |              | 63   |
| 1942（昭和17） | 1          |                | 14         | 48       |              |            |            |              | 63   |
| 1943（昭和18） | 1          |                | 11         | 48       |              |            |            |              | 60   |
| 1944（昭和19） | 1          |                | 11         | 48       |              |            |            |              | 60   |
| 1945（昭和20） | 1          |                | 11         | 44       |              |            |            |              | 56   |
| 1946（昭和21） | 1          |                | 11         | 24       |              |            |            |              | 36   |
| 1947（昭和22） | 1          |                | 11         | 19       |              |            |            |              | 31   |
| 1948（昭和23） | 1          |                | 7          | 6        |              |            |            |              | 14   |
| 1949（昭和24） |            |                | 5          | 4        |              |            |            |              | 9    |

1. ↑  「客車配置表」大正8年9月1日によると二等病客車ホロヘ6080・6081、2軸車ロヘ960、965、970、ハヘ985、990、991『鉄道史料』No.78
2. ↑  10両増（客車食堂車を改造）1両減（四輪二等病客車廃車）『鉄道省鉄道統計資料. 大正9年度』（国立国会図書館デジタルコレクション）
3. ↑  1両増（四論ボギー特別車を二等病客車に改造）『鉄道省鉄道統計資料. 大正10年度』（国立国会図書館デジタルコレクション）
4. ↑  『客車形式図 下巻』大正11年版によると二等病客車ホロヘ6080・6081、ホロヘ6090・6091、病客車（診療用）オヘ9480・9481・9482が在籍している。
5. ↑  ロヘ965・966が関東大震災により廃車（高砂 雍郎「関東大震災の被害車輌について」『鉄道史料』No.63）
6. ↑  『客車形式図 下巻』大正14年版によると一等病客車ホイヘ6070、二等病客車ホロヘ6080・6081、ホロヘ6090・6091、病客車（診療用）ホヘ9480・9481・9482
7. ↑  『車両形式図 客車 下巻』昭和3年版によると一等病客車ホイヘ16900、二等病客車ホロヘ6500・6501、ホロヘ6550・6551、ナロヘ9800・9801・9802、ナロヘ9850・9851
8. ↑  「昭和20年末国有鉄道車種別両数表」によるとナイヘ26900（1）ナロヘ9800（1）ホロヘ6500（1）ホロヘ6550（2）ホロヘ6580（1）ホロヘ16900（1）ナロヘフ21280（5）スヘフ18950（2）スヘ28400（11）スヘ28800（4）ナヘ21290（1）スヘ30（17）スヘフ30（9）『鉄道史料』No.70

- 鉄道院鉄道統計資料、鉄道省鉄道統計資料、鉄道統計資料の各年度版（使用客車現在表）、『日本国有鉄道百年史』第11巻、711頁より。なお大正5年度以前の現在表は車種が分類されていないため調査不能。

### 私鉄
草津電気鉄道は草津温泉で療養するハンセン病患者輸送のため1927年（昭和2年）にボギー貨車を病客車ホヘ19（定員20人（ベット4））に改造使用した。1935年（昭和10年）廃車された。

## 追加
- ハンセン病患者を強制収容などで輸送していた場合、患者たちは列車を皮肉をこめて「お召し列車」という言葉を使った。

## 日本以外の事例

### ウクライナ
2022年ロシアのウクライナ侵攻が始まると、ウクライナ国内では負傷者を後送する際に列車が用いられた。車両にはベッドが持ち込まれ、兵士らは治療を受けながら医療機関へ移送された。